# Capitel de avispero

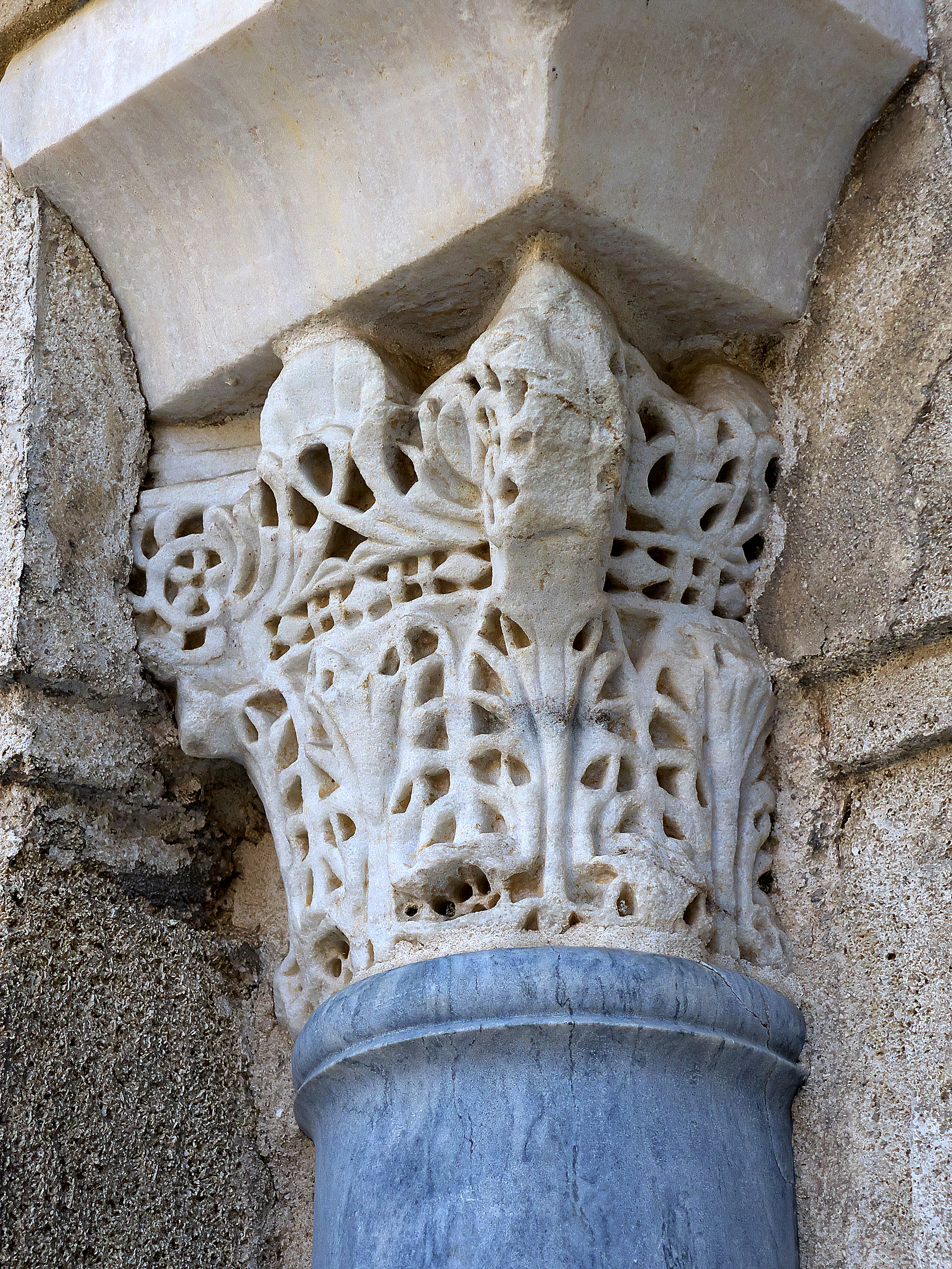
Capitel de avispero en el Palacio del rey don Pedro (Sevilla), probablemente reutilizado de la ciudad de Madinat al-Zahra (Córdoba).

El capitel de avispero o de nido de avispas, en arquitectura, es un tipo de decoración que se realiza a modo de imitación de las celdillas del panal que fabrican las avispas.
Se necesita una técnica escultórica, también llamada de avispero, minuciosa y detallista mediante el empleo del trépano para que los orificios que se abren en un material, preferentemente el mármol o la piedra caliza, permitan filigranas de gran efecto estético.

## Historia

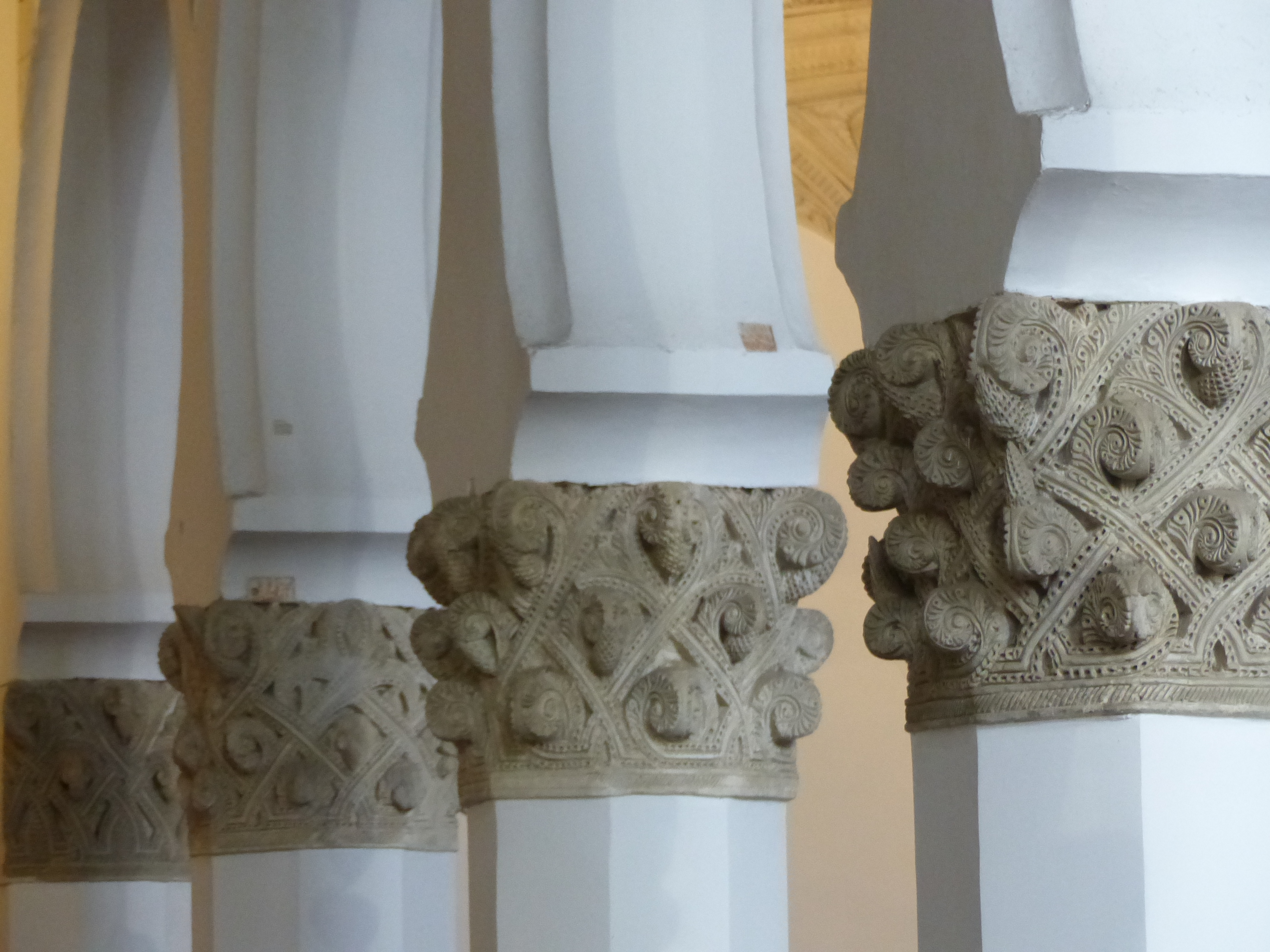
Capiteles mudéjares de avispero en la Sinagoga de Santa María la Blanca de Toledo.

La arquitectura bizantina abundó en el uso de la columna, con capiteles cúbicos decorados de varias formas, como el de tipo teodosiano, heredado de la arquitectura romana, que fue empleado durante el siglo IV como evolución del capitel corintio, que tallado a trépano para moldear la hoja de acanto, semeja a los avisperos.

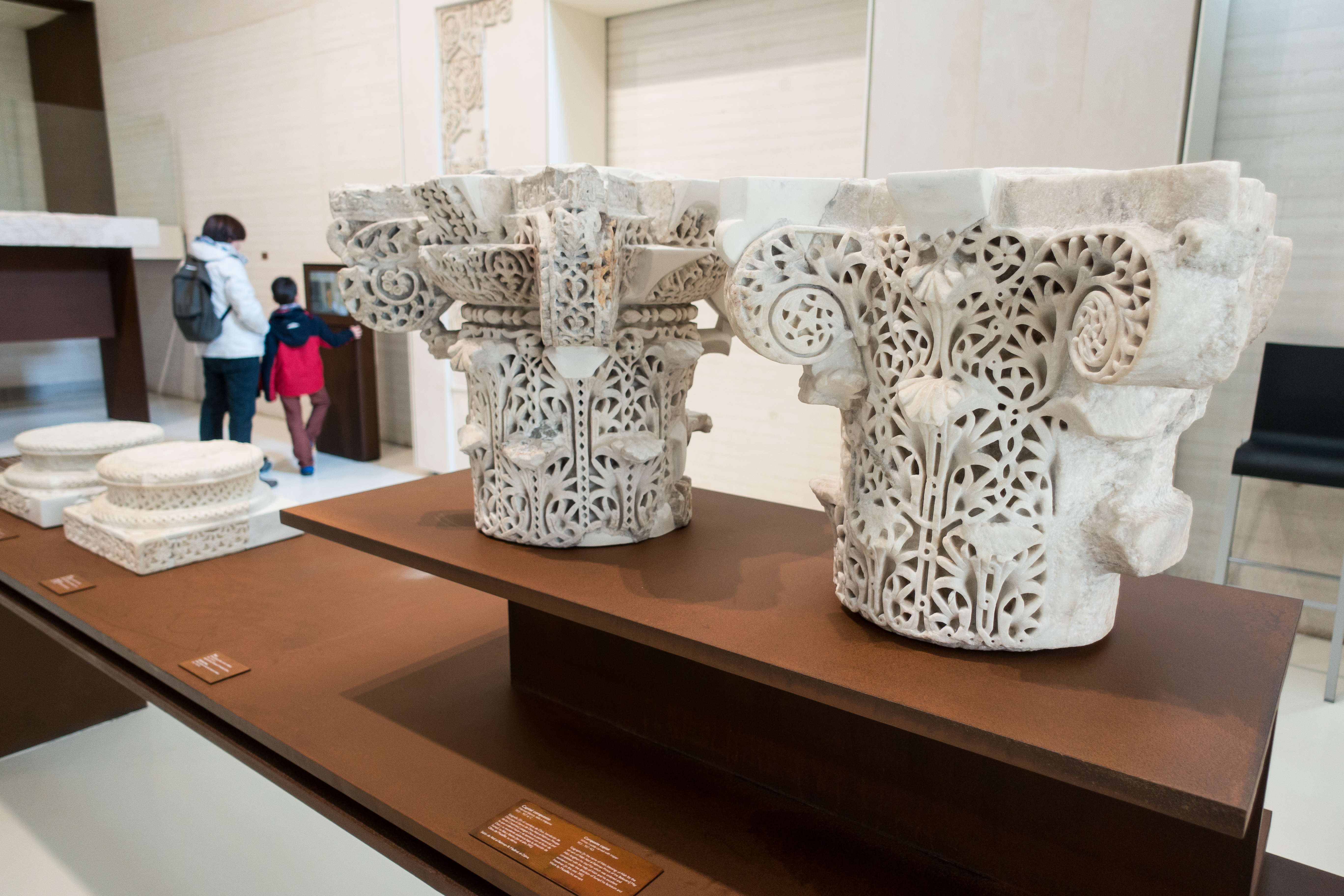
Capiteles de avispero en el Museo de Medina Azahara, procedentes de la ciudad palatina.

Este tipo de capitel de avispero fue utilizado típicamente por la arquitectura califal andalusí. Ejemplos muy representativos se encuentran en la ciudad palatina de Medina Azahara, mandada construir por Abderramán III. Allí, en sus lujosos salones, como el Salón de Abd al-Rahman III o el denominado Basilical, existen columnas con capiteles de decoración de avispero sobre fustes de color gris azulado. En las volutas de los capiteles suelen llevar una flor y, a veces, pueden llevar inscripciones con alabanzas a Dios, al soberano reinante o asociados al espacio de donde proceden. Posteriormente, el capitel califal será copiado por el arte de los reinos taifas.
También fue utilizado en el arte mudéjar y en el románico.